# Hakan Günday
Hakan Günday, né le 29 mai 1976  à Rhodes, est un écrivain turc, de langue turque, lauréat du prix Médicis étranger 2015 pour son roman Encore.

## Biographie
Hakan Günday naît à Rhodes en 1976. Son père étant diplomate à Bruxelles, il fait ses études d'abord à l'Université Hacettepe d'Ankara, puis à l'Université libre de Bruxelles.
Passionné par Louis-Ferdinand Céline, surtout après la lecture de Voyage au bout de la nuit, il développe un regard acéré sur la société la nuit qu'il transmet dans ses romans.
Il reçoit en 2011 le prix du meilleur roman de l’année en Turquie pour Az (D’un extrême l’autre).
En 2014, il est l’hôte du Marathon des mots.

## Œuvres romanesques
- Kinyas ve Kayra (2000)
- Zargana (2002)
- Piç (2003)
- Malafa (2005), en français Topaz
- Azil (2007)
- Ziyan (2009)
- Az (2011)
- Daha (2013)
- Encore (2015)

## Série(s) télévisée(s)
- Mémoire Vive (Şahsiyet) est une série télévisée franco-belge réalisée par Arnaud Malherbe d'après un scénario de Laurent Burtin, Anne-Gaëlle Daval, Maax Thuvertie et Hélène Lombard, et diffusée à partir du 18 février 2025 sur M6. Créée en 2018 par Hakan Günday et distribuée sous le titre international Persona, est une production de Calt Studio, Beside et la RTBF (télévision belge) pour M6, réalisée avec le soutien de la région des Pays de la Loire dans le cadre des aides à la production cinématographique et audiovisuelle.

## Œuvres traduites en français
- D’un extrême l'autre [« Az »] (trad. du turc par Jean Descat), Paris, Éditions Galaade, 2013 (1re éd. 2011), 496 p. (ISBN 978-2-35176-239-4, OCLC 851029622, présentation en ligne) - Prix du meilleur roman de l'année en Turquie.
- Ziyan (trad. du turc par Pierre Bastin), Paris, Éditions Galaade, 2014 (1re éd. 2009), 440 p. (ISBN 978-2-35176-318-6, OCLC 995591999, présentation en ligne)[4] - Prix France-Turquie 2014[2].
- Encore : roman [« Daha »] (trad. du turc par Jean Descat), Paris, Éditions Galaade, 2015 (1re éd. 2013), 384 p. (ISBN 978-2-35176-382-7, présentation en ligne) - Prix Médicis étranger 2015.
- Topaz : tout compris [« Malata »] (trad. du turc par Jean Descat), Paris, Éditions Galaade, 2016 (1re éd. 2005), 240 p. (ISBN 978-2-35176-426-8, présentation en ligne).
- Zamir (trad. du turc par Sylvain Cavailles), Paris, Éditions Gallimard, 2016 (1re éd. 2023), 432 p. (ISBN 978-2-07-298265-1, présentation en ligne).